# OO Большой Медведицы
OO Большой Медведицы (лат. OO Ursae Majoris) — одиночная переменная звезда в созвездии Большой Медведицы на расстоянии (вычисленном из значения параллакса) приблизительно 50100 световых лет (около 15361 парсека) от Солнца. Видимая звёздная величина звезды — от +15,1m до +14,2m.

## Характеристики
OO Большой Медведицы — пульсирующая переменная звезда типа RR Лиры (RRAB).